# 8552 Hyoichi
8552 Hyoichi (1995 HE) là một tiểu hành tinh vành đai chính được phát hiện ngày 20 tháng 4 năm 1995 bởi A. Nakamura ở Kuma Kogen.